# Laurinsaari (ö i Birkaland)
Laurinsaari är en ö i Finland. Den ligger i sjön Vehkajärvi och i kommunen Kangasala i den ekonomiska regionen Tammerfors och landskapet Birkaland, i den södra delen av landet, 150 km norr om huvudstaden Helsingfors. Öns area är 1,6 hektar och dess största längd är 290 meter i sydöst-nordvästlig riktning.